# Вулиця Героїв Зміїного
Ву́лиця Героїв Зміїного — вулиця в Дарницькому районі міста Києва, мікрорайон  Бортничі. Пролягає від вулиці Коцюбинського до Лугової вулиці.
Прилучаються вулиця Йоганна Вольфганга Ґете та Гречаний провулок.

## Історія
Сформована як вулиця у 1940–50-х роках під назвою Челюскінців. 13 липня 2023 року Київська міська рада перейменувала вулицю Челюскінців на вулицю Героїв Зміїного.
У 1934–1991 роках назву Челюскінців мала сучасна Костельна вулиця.